# Ángel Matos
Ángel Valodia Matos Fuentes, född 24 december 1976 i Holguín på östra Kuba, är en före detta kubansk taekwondoutövare. Han har bl.a. deltagit i de olympiska sommarspelen 2000–2008.
Matos, samt hans coach Leudis Gonzalez, är avstängda på livstid av World Taekwondo Federation (WTF), det internationella taekwondoförbundet, sedan en incident vid de olympiska sommarspelen 2008 i Peking där han sparkade den svenske domaren Chakir Chelbat i ansiktet då han blev diskvalificerad i bronsmedaljmatchen mot Arman Sjilmanov från Kazakstan. I ett uttalande publicerat av WTF ansågs händelsen som en "stark kränkning av andan i Taekwondo och de olympiska spelen". Taekwondoförbundets beslut om livstids avstängning har senare ratificerats av IOK.